# 西淮坝乡
西淮坝乡是中国陕西省汉中市略阳县下辖的一个乡。

## 行政区划
西淮坝乡下辖以下行政区：
西淮坝村、贤村、东淮村、梁家河村、苇子沟村、大沟村